# María José Belenguer Dolz
María José Belenguer Dolz (Onda, Castelló, 1983) és una compositora, arranjadora, flautista i docent valenciana. La seua activitat abasta la música simfònica, la música per a mitjans audiovisuals i la docència musical. Ha col·laborat amb diverses agrupacions i ha rebut reconeixements nacionals i internacionals.

## Formació
Va iniciar els estudis musicals al Conservatori Professional de Música d'Onda i posteriorment es graduà en flauta travessera al Conservatori Superior de Música de Castelló (2008). Es va especialitzar en composició al mateix centre (2009) i amplià la seua formació amb un Màster Oficial en Musicoteràpia a la Universitat Catòlica de València i estudis a l'escola Katarina Gurska de Madrid.

## Trajectòria
Ha participat en tallers de composició amb figures com Mauricio Sotelo, Hilda Paredes, Philipp Hurel, Yan Maresz o Jesús Rueda. Les seues obres han estat interpretades per agrupacions com el Grup Instrumental de València, la Banda Municipal de Vitòria, Ensemble XXI o Ensemble d’Arts. Ha estat seleccionada en festivals com ENSEMS, Com Sona l’ESO, Circulart i altres esdeveniments de música contemporània.

### Música per a audiovisuals
Belenguer ha compost música original per a curtmetratges i projectes audiovisuals. Entre els seus treballs destacats hi ha:
- Eiénessi (Premi Proyecta, 2010)
- Mi peor enemiga (nominada als Premis Jerry Goldsmith, 2015)
- Cul-de-sac (Premi a la Millor Música Original, Asians on Film Festival, 2019)[3]

També ha col·laborat en videojocs com King's Lullaby i en peces de teatre com Casa Lupe.

### Arranjaments i orquestració
Com a arranjadora ha treballat amb artistes com Cristina Ramos, Gerónimo Rauch, Daniel Diges o Rosa López. Ha estat assistent d'orquestració de la compositora Claudia Montero, guanyadora de quatre Premis Grammy Llatins.

## Docència
Combina la creació musical amb la docència, impartint classes de composició, orquestració, harmonia, anàlisi i instruments com flauta travessera i piano. Ha impartit formació tant en escoles com a nivell particular.

## Obres destacades
- La memòria silenciada: Sinfonia per a banda dedicada a la compositora Claudia Montero. Estrenada per la Banda Municipal de Bilbao (2022).[5]
- Las Carboneras del Nalón: Obra premiada al I Concurs Internacional de Composició per a Banda “María Teresa Prieto” (2020).[cal citació]
- Anada i tornada: Segon premi “Carmelo Alonso Bernaola” en els Premis Joves Compositors Fundació Autor-CNDM (2012).[cal citació]